# Heko Köster
Heko Kornelius Köster (Schoonhoven, 20 augustus 1908 - Haarlem, 26 oktober 1993) was een Nederlands advocaat en raadsheer in de Hoge Raad der Nederlanden. 
Köster werd geboren te Schoonhoven als zoon van artillerie-officier Heko Kornelius Köster en diens echtgenote Pieternella Johanna Vermaas. Hij studeerde rechten aan de Universiteit Utrecht van 1928 tot 1931 en was in diezelfde jaren kandidaat-notaris; na zijn studie werd hij advocaat te Amsterdam, wat hij meer dan 30 jaar zou blijven. In 1962 werd hij benoemd tot gewoon hoogleraar burgerlijk recht, recht op de industriële eigendom en burgerlijk procesrecht aan de Universiteit van Amsterdam, als opvolger van Jannes Eggens; in 1966 werd de leeropdracht gewijzigd naar burgerlijk recht, burgerlijk procesrecht en handelsrecht. Hij was ook enige tijd raadsheer-plaatsvervanger bij het Gerechtshof Amsterdam en commissaris van De Nederlandsche Bank. In 1971-1972 was Köster voorzitter van de Nederlandse Juristen-Vereniging.
Op 29 november 1972 werd Köster aanbevolen voor benoeming in de Hoge Raad, ter vervulling van een vacature die was ontstaan door het pensioen van president Marius Anne van Rijn van Alkemade en de daaropvolgende promoties van Gerard Wiarda tot president en Cornelis Dubbink tot vicepresident. De Tweede Kamer nam de aanbeveling ongewijzigd over op de voordracht en de benoeming volgde op 17 januari 1973. Aan Köster werd per 1 september 1978 ontslag verleend wegens het bereiken van de wettelijke pensioenleeftijd van 70 jaar. Hij overleed op 85-jarige leeftijd in zijn woonplaats Haarlem.
- Nederlandse Thesaurus van Auteursnamen: 069014507
- Virtual International Authority File: 290693075
- WorldCat: E39PBJjmRfYXHMF4TjmQp7VV4q